# Georg Engelbrecht der Ältere

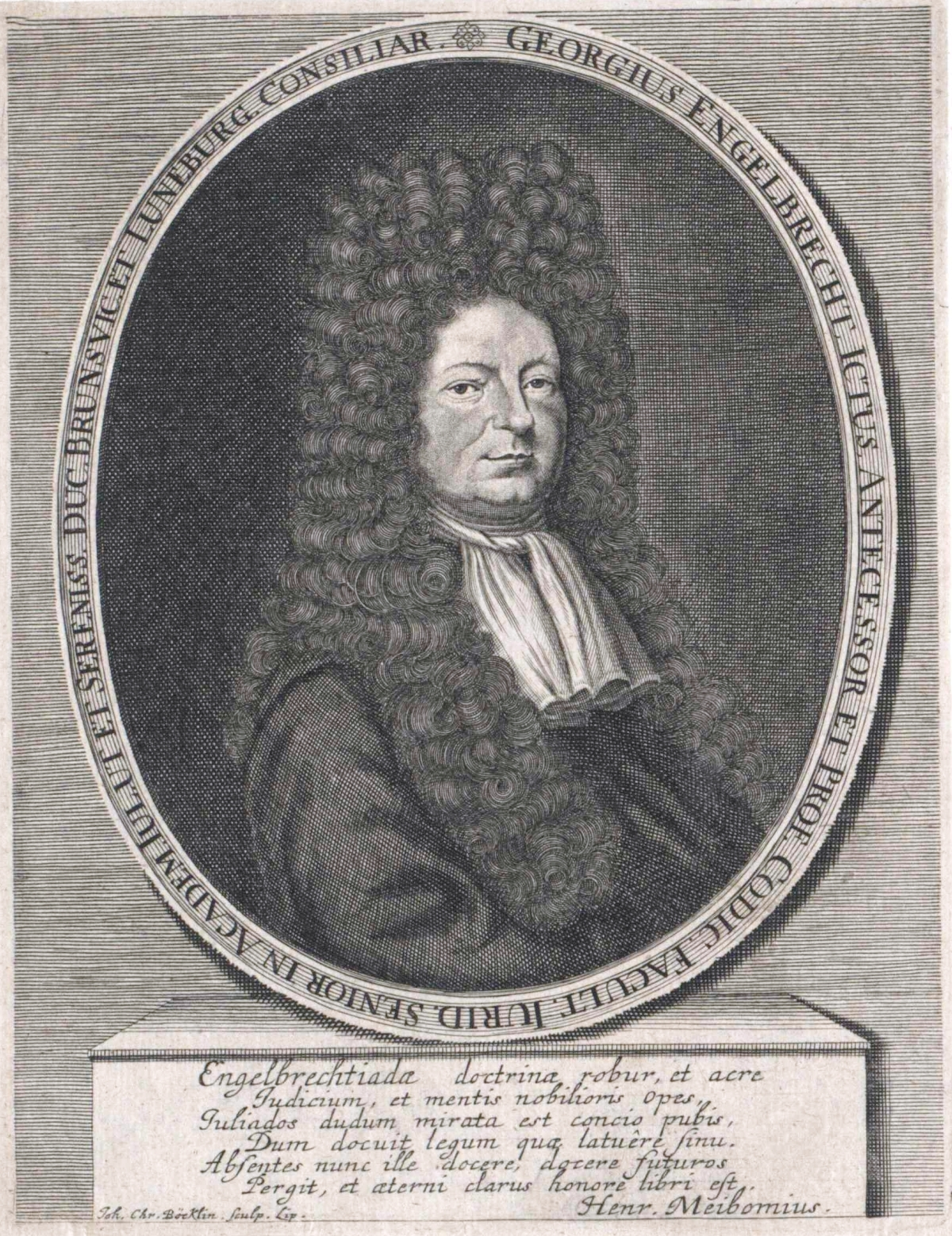
Georg Engelbrecht der Ältere

Georg Engelbrecht der Ältere (* 4. März 1638 in Hildesheim; † 24. August 1705 in Helmstedt) war ein deutscher Jurist und braunschweigisch-lüneburgischer Rat. Als Hochschullehrer wirkte er an der Universität Helmstedt.

## Leben
Der Sohn des fürstlich braunschweigisch-lüneburgischen Rates Arnold Engelbrecht (* 15. Dezember 1582 in Wernigerode; † 30. August 1638 in Wildungen) und dessen zweiter Frau Anna von Neefe (* 1599 in Chemnitz; † 25. April 1661), der Witwe des fürstlich Magdeburgischen Hofrats in Halle Arnold Preun (* Eisleben, † 1. Juli 1625 in Halle (Saale)) und Tochter des geadelten Paul Neefe († 5. Juli 1600 in Chemnitz) und dessen Frau Anna Röber (* 20. Dezember 1564 in Görlitz; † 6. Dezember 1618 in Chemnitz), wurde anfänglich von Privatlehrern ausgebildet. So kam er 1655 nach Hameln, 1656 auf das Gymnasium nach Göttingen und bezog 1658 die Universität Helmstedt.
Hier besuchte er die Vorlesungen von Christoph Schrader, Johann Eichel von Rautenkron in Ethik, Hermann Conring in Politik, öffentlichem und Privatrecht, Heinrich Hahn (1605-1668), Georg Werner und Enoch Gläser (1628–1668). Zwischenzeitlich hatte er ein halbes Jahr lang die Universität Leipzig besucht, wurde am 21. September 1665 Lizentiat der Rechte und unternahm 1666 eine Bildungsreise. Diese führte ihn nach Kassel, an die Universität Köln, an das Gericht in Speyer und an die Universität Straßburg, wo er Vorlesungen von Johann Rebhan (1604–1689) und Johann Heinrich Boecler (1611–1672) frequentierte. Weiterhin führte ihn diese Reise durch französische Städte, wobei er in Paris Etienne Baluze (1630–1718) und Johannes Cappelanus kennenlernte. Er zog dann weiter nach Holland, wo er an der Universität Leiden die Bekanntschaft von Johann Friedrich Böckelmann (1633–1681) machte.
1667 war er wieder nach Helmstedt zurückgekehrt, wo er sich weiter am Vorlesebetrieb der Hochschule beteiligte. 1669 wurde er außerordentlicher Professor an der Juristischen Fakultät, promovierte kurz darauf zum Doktor der Rechtswissenschaften und wurde 1672 ordentlicher Professor der Rechte an der Helmstedter Hochschule. 1688 war er Senior der juristischen Fakultät und 1688 berief man ihn als fürstlich braunschweigisch-lüneburgischer Rat an den Hof von Herzog Georg Wilhelm nach Celle. Engelbrecht hat sich auch an den organisatorischen Aufgaben der Helmstedter Hochschule beteiligt und war fünf Mal Vizerektor der Alma Mater.

## Familie
Engelbrecht war drei Mal verheiratet: Seine erste Ehe schloss er im Oktober 1669 mit Magaretha (* 20. August 1647 in Helmstedt; † 25. Februar 1680 ebd.), der Tochter von Probst und Professor Helmstedt Christoph Schrader. Aus dieser Ehe gingen drei Söhne und drei Töchter hervor, nämlich:
1. Anna Magaretha Engelbrecht († jung 1678)
2. Johann Georg Engelbrecht († jung März 1679)
3. Dorothea Elisabeth Engelbrecht († März 1702), verh. 1698 mit dem fürstlich braunschweigisch-lüneburgischen Amtsrat und Oberamtmann in Wolfenbüttel Georg Theodor Conerding (1660–1710)
4. Arnold Christoph Engelbrecht
5. Maria Elenora Engelbrecht
6. Georg Engelbrecht der Jüngere

Seine zweite Ehe schloss er am 29. Februar 1681 mit Catharina Hedwig, ältester Tochter des Professors der Theologie in Helmstedt Gerhard Titius. Aus dieser Ehe stammt die Tochter:
- Anna Magaretha (* 19. Dezember 1682), verh. 6. Juni 1699 mit Lic. theol. Christoph Heinrich Ritmeier

Seine dritte Ehe schloss er im Juli 1688 in Celle mit Barbara Catharina, mittlerer Tochter des fürstlich hessisch-darmstädtischen Hofrats Christoph Helffrich Ulner. Aus dieser Ehe stammen die zwei Söhne:
- Gottlieb Ludwig Engelbrecht (1689–1748), kurhannoverscher Appellationspronotarius
- Christoph Johann Conrad Engelbrecht

## Werke
In seinen Werken befasste er sich vor allem mit dem römischen Privatrecht. Unter anderem veröffentlichte er auch über das Archivrecht.
- Compendium jurisprudentiae secundum ordinem digestorum. 1689, 1747
- Exercitationes ad Institutiones Justinianeas. 1709 (posthum)